# Adolf Blomeyer (Landwirt)
Adolf Blomeyer (* 15. Januar 1900 in Ulenburg; † 5. März 1969 in Bünde) war ein deutscher Landwirt und Politiker (CDU).

## Leben
Blomeyer, der als Landwirt das Rittergut Haus Beck besaß und führte, amtierte von 1929 bis 1945 sowie von 1951 bis 1968 als ehrenamtlicher Bürgermeister der Gemeinde Ulenburg.
In der Zeit des Nationalsozialismus war Blomeyer Ortsbauernführer. Von 1933 bis 1937 war er Obertruppführer in einer  Mindener SA-Einheit, sein Antrag auf Mitgliedschaft in der NSDAP wurde von dieser abgelehnt, da Blomeyer in der Bekennenden Kirche verwurzelt war. Nachdem er sich für den Geistlichen Ernst Wilm eingesetzt hatte, wurde er 1942 seiner öffentlichen Ämter enthoben.
Die nordrhein-westfälische CDU nominierte ihn 1948 als ostwestfälischen Bürgermeister in den Parlamentarischen Rat, in dem, für ihn folgenlos, seine SA-Mitgliedschaft zur Sprache kam. Bei der Bundestagswahl 1949 kandidierte er auf einem der hinteren Listenplätze. Blomeyer war weiterhin in berufsständischen agrarischen Vertretungen tätig.
Seit 1919 war er Mitglied des Corps Vandalia Heidelberg.